# Operação Danto 88
A Operação Danto 88, mais conhecida como Danto 88, foi o codinome da maior ofensiva militar planejada e executada pelo Estado-Maior do Exército Popular Sandinista (EPS). As atividades de concentração, embarque e desembarque de tropas; bombardeios com peças de artilharia e helicópteros de combate; os ataques surpresa aos acampamentos e a minagem no terreno fronteiriço duraram de quarta-feira, 2 de março, a domingo, 20 de março de 1988.

## Finalidade
Seu principal objetivo era debilitar a "contrarrevolução", da autodenominada "Resistência Nicaraguense", antes de negociar um acordo de paz que poria fim à sangrenta guerra civil nicaraguense. Para isso, era necessário destruir os acampamentos dos guerrilheiros antissandinistas - chamados de Contras - situados em Honduras; bem como a tomada e destruição da pista de Biliwás, principal ponto de abastecimento das forças contrarrevolucionárias.
Em entrevista, Joaquín Cuadra, que era Estado-Maior do EPS no momento da operação, explicou que esta visava três objetivos:
1. - Alcançar uma vitória estratégica sobre os Contras, destruindo seus acampamentos e demonstrando a superioridade do EPS no campo de batalha.
2. - Provocar um efeito mediático na opinião pública estadunidense e mundial, colocando em evidência que os Contras tinham acampamentos em Honduras.
3. - Obrigar os Contras a sentar-se para negociar um cessar-fogo nas piores condições possíveis.

### Plano de combate
O documento do plano de combate, redigido com o então costumeiro vocabulário “castrense e revolucionário” da época, sintetiza os objetivos daquela operação:

Golpear as forças mercenárias em suas áreas de acampamentos estratégicos no interesse de incrementar sua derrota total, forçando assim a liderança mercenária a sentar-se à mesa de negociações em uma posição de desvantagem militar; desenvolver uma operação eminentemente ofensiva e integral sob uma única ideia e comando operacional; manter de forma paralela ao interior do território, ações de subjugação que garantam a estabilidade nos territórios das Regiões Militares.

## Desenvolvimento
O ataque foi dirigido contra bases estabelecidas, centros de treinamento que contavam entre 13.000 e 15.000 homens com a cumplicidade das Forças Armadas de Honduras e com suporte econômico e logístico do governo de Ronald Reagan.
Acredita-se que cerca de 3.000 soldados, a maioria jovens recrutados no Serviço Militar Patriótico (SMP), percorreram dez quilômetros dentro do território hondurenho desde o curso médio do rio Coco, fronteira natural entre Nicarágua e Honduras, para atacar mais de 1.800 contras que acampavam nesses acampamentos.
Em 2012, Daniel Ortega recordou que quando já estavam cumprindo o objetivo de atacar os acampamentos dos "Contras", recebeu um telefonema de Azcona que o advertiu:
Olha Daniel, é melhor retirar essas tropas porque já vem alguns aviões ianques.
Foi assim que o EPS procedeu à retirada em direção à Nicarágua para evitar um conflito aberto com os Estados Unidos e seu vizinho Honduras.
Segundo dados do Centro de História Militar do Exército da Nicarágua, publicados em reportagem na revista Magazine, do jornal La Prensa, em julho de 2004, o EPS reconheceu suas baixas em 36 mortos e 140 feridos; enquanto sofreu a perda de 2 helicópteros, um por avaria e o outro teria sido abatido por um avião das forças armadas hondurenhas.

## Consequências
A operação Danto 88 significou a desorganização do comando contrarrevolucionário, veio aprofundar as contradições internas, atingiu as reservas estratégicas da Força Democrática Nicaraguense (FDN) e limitou contundentemente suas possibilidades de realizar ações ofensivas. Da mesma forma, a administração de Ronald Reagan foi obrigada a tomar medidas urgentes para evitar a derrota total das forças contrarrevolucionárias e enviou 3.500 fuzileiros navais da 82.ª Divisão Aerotransportada ao território hondurenho. O objetivo dessa ação foi pressionar o Governo da Nicarágua e o Exército Popular Sandinista a cessar as operações fronteiriças.
A partir do processo de derrota estratégica, a direção da Contrarrevolução ou Resistência Nicaraguense foi obrigada a buscar uma saída e é nesse quadro que se desenrolam as negociações que levaram aos Acordos de Sapoá.
Os Acordos de Sapoá foram assinados em 23 de março de 1988. Neles foram estabelecidos nove pontos, um dos quais contempla o cessar-fogo definitivo entre a Resistência Nicaraguense e o Exército Popular Sandinista (EPS) pelo prazo de sessenta dias a partir de 1 de abril de 1988. O governo sandinista decretou a anistia dos contrarrevolucionários, que foram condenados pela "Lei de Manutenção da Ordem e Segurança Pública".